# Hemarthria natans
Hemarthria natans är en gräsart som beskrevs av Otto Stapf. Hemarthria natans ingår i släktet Hemarthria och familjen gräs. Inga underarter finns listade i Catalogue of Life.